# Sweet Degeneration
Pour plus de détails, voir Fiche technique et Distribution.
Sweet Degeneration (放浪, Fang lang) est un film taïwanais réalisé par Lin Cheng-sheng, sorti en 1997.

## Synopsis
Un frère et une sœur ont une relation incestueuse.

## Fiche technique
- Titre : Sweet Degeneration
- Titre original : 放浪 (Fang lang)
- Réalisation : Lin Cheng-sheng
- Scénario : Lin Cheng-sheng
- Photographie : Tsai Cheng-hui
- Montage : Chen Po-wen
- Production : Hsu Li-kong
- Société de distribution : Connaissance du Cinéma (France)
- Pays :  Taïwan
- Genre : Drame
- Durée : 118 minutes
- Dates de sortie : 
  -  Taïwan : 1er janvier 1997
  -  France : 4 novembre 1998

## Distribution
- Chang Pen-yu : Mei-li
- Chen Shiang-chyi : Ju-feng
- Chen Shih-huang : le père
- Leon Dai : Ah-hai
- Hsiao Chao-yin : Hsiao-lien
- Hsiao Tze-min : l'amie de Mei-li
- Lee Kang-sheng : Chun-sheng
- Lin Chih-long : Ah-ching
- Lu Li-jung : la prostituée
- Lu Ming-ching : Ah-biao

## Distinctions
Le film a été présenté en sélection officielle en compétition lors de Berlinale 1998.